# Araneus masoni
Araneus masoni este o specie de păianjeni din genul Araneus, familia Araneidae. A fost descrisă pentru prima dată de Simon, 1887.
Este endemică în Myanmar. Conform Catalogue of Life specia Araneus masoni nu are subspecii cunoscute.